# Ciudad General Escobedo
Ciudad General Escobedo is een stad in de deelstaat Nuevo León in het noordoosten van Mexico. In het noorden grenst het aan de gemeenten Hidalgo en Carmen, in het oosten aan Apodaca, in het westen aan García en in het zuiden aan San Nicolás de los Garza en aan Monterrey, waarvan het een van de voorsteden is. In het jaar 2010 telde Escobedo 363.436 inwoners. Het is een van de snelst groeiende gemeentes van Nuevo León.
Oorspronkelijk stond het stuk land waar Escobedo nu ligt bekend als Los Llanos del Topo (de heuvels van de mol). Op 25 april 1604 kreeg de Spaanse kapitein José de Treviño het in zijn bezit van de toenmalige gouverneur van het Nieuwe Koninkrijk van León Diego de Montemayor. De stad werd gesticht door De Treviño's zoon José de Ayala. De nederzetting stond bekend als Hacienda de San Nicolás del Topo of ook wel Hacienda del Topo de los Ayala. Op 24 februari 1868 kreeg Escobedo zijn huidige naam. Het stadje werd Villa de General Escobedo gedoopt ter ere van Mariano Escobedo, de generaal die de Fransen in Mexico in 1867 definitief versloeg. In 1982 kreeg het de status van stad en vanaf toen heet het officieel Ciudad General Escobedo.
Vooral de laatste jaren heeft Escobedo een explosieve groei doorgemaakt vanwege de vele industrie in de staat Nuevo León. Zo worden er veel megalomane winkelcentra aangelegd en groeit het "Escobedo Bedrijventerrein" gestaag.
Apodaca · Escobedo · García · Guadalupe · Juárez · Monterrey · Santa Catarina · San Nicolás de los Garza · San Pedro Garza García